# Тургайський сільський округ
Турга́йський сільський округ (каз. Торғай ауылдық округі, рос. Тургайский сельский округ) — адміністративна одиниця у складі Єрейментауського району Акмолинської області Казахстану. Адміністративний центр — село Тургай.
Населення — 1533 особи (2021; 1944 у 2009, 2365 у 1999, 3199 у 1989).
Станом на 1989 рік існувала Тургайська сільська рада (села Нижній Тургай, Ржищево, Стаханово, Тургай (ХПП), Тургай, селище Тургай) Єрментауського району, село Жанажол перебувало у складі Чилінської сільської ради Селетінського району. Після 1999 року село Жанажол Бестогайського сільського округу передано до складу Тургайського сільського округу. 2003 року ліквідовано село Тургайський ХПП.

## Склад
До складу округу входять такі населені пункти:
| Населений пункт          | Колишні назви    | Населення, осіб (1989) | Населення, осіб (1999) | Населення, осіб (2009) | Населення, осіб (2021) |
| ------------------------ | ---------------- | ---------------------- | ---------------------- | ---------------------- | ---------------------- |
| Баликти, село            | Балахти, Ржищево | 400                    | 324                    | 222                    | 88                     |
| --Байгути                | -                | -                      | -                      | -                      | 5                      |
| Жанажол, село            | -                | 447                    | 363                    | 245                    | 201                    |
| Карагайли, село          | Стаханово        | 316                    | 177                    | 61                     | 53                     |
| Нижній Торгай, село      | Нижній Тургай    | 235                    | 176                    | 112                    | 104                    |
| --Караогіз               | -                | -                      | -                      | -                      | 18                     |
| Тургай, село             | -                | 2060                   | 1551                   | 1224                   | 1058                   |
| Тургай, станційне селище | -                | 103                    | 91                     | 80                     | 6                      |
| Тургайський ХПП, селище  | Тургай, ХПП      | 85                     | 46                     | -                      | -                      |